# سندرم فریاد گربه

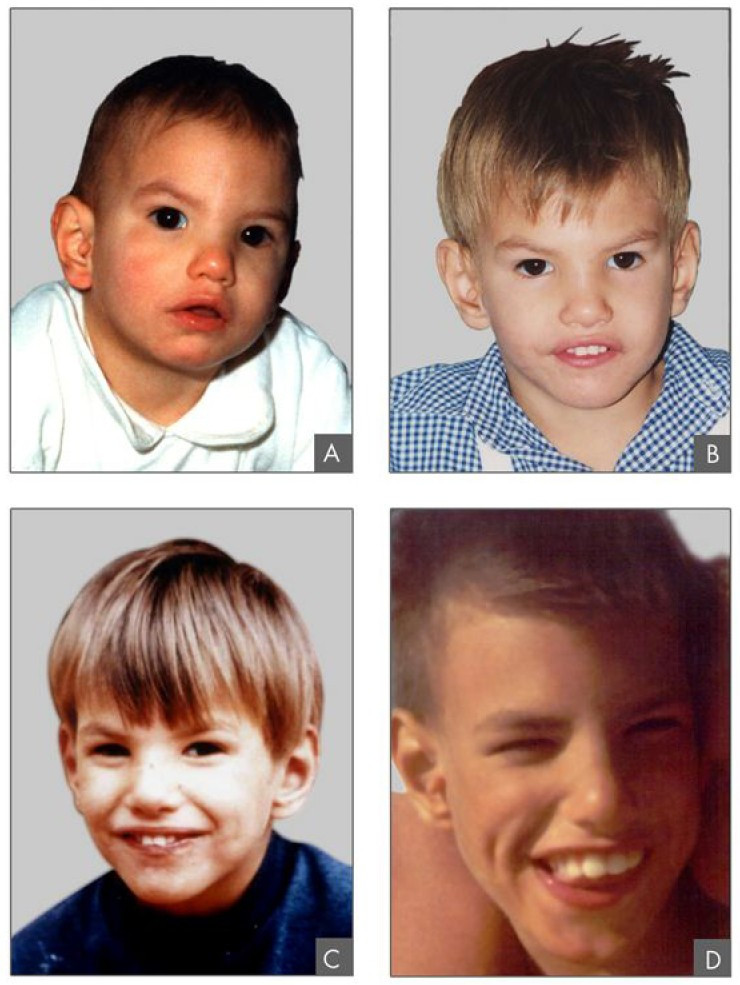

سندرم فریاد گربه یا سندرم جیغ گربه (به فرانسوی: Cri du chat) سندرومی وراثتی است که به علت کوتاه شدن بازوی(p) یکی از کروموزوم‌های شماره ۵ به‌وجود می‌آید. نوزادان مبتلا، با صدایی شبیه به صدای گربه، گریه می‌کنند و در بیشتر موارد از لحاظ ذهنی کم‌توان هستند. سر این نوزادان کوچک‌تر از حالت عادی است.
سندرم فریاد گربه جزء ناهنجاری‌های کروموزومی (ریز حذفی) بوده، همچنین به عنوان 5p-(کمبود در بازوی کوتاه کروموزوم۵) نیز می‌شناسند، زمانی ایجاد می‌شود که بخشی از کروموزوم ۵ از دست برود. نوزاد با این شرایط هنگام گریه، فریاد بلندی دارد که شبیه به صدای گربه است البته این ویژگی با افزایش سن ناپدید می‌شود. برای اولین بار سندرم فریاد گربه توسط ژروم لوژن (Jérôme Lejeune) توصیف شد. این ناهنجاری با مشکلات شدید یادگیری، تأخیر در رشد، اندازه کوچک سر (Microcephaly)، وزن کم هنگام تولد و ضعف عضلانی (ypotonia) در دوران کودکی نمود پیدا می‌کند. افراد دارای این ناهنجاری دارای ویژگی‌های مشخصی در چهره خود نیز می‌باشند، شامل عرضی بودن زیاد دو چشم (hypertelorism)، پایین بودن گوش‌ها، بینی کوچک و صورت گرد. برخی از کودکان با سندرم فریاد گربه با نارسایی قلبی متولد می‌شوند.

## فراوانی ها
سندرم فریاد گربه با تخمین ۱ در هر ۲۰هزار تا ۵۰ هزار تولد اتفاق می‌افتد و این شرایط برای تمام نژادها صادق است.

## علت به وجود آمدن سندروم فریاد گربه
سندرم فریاد گربه بخاطر حذف کوچکی در بخش انتهایی بازوی کوتاه کروموزوم ۵ به وجود می‌آید. کروموزوم دارای تغییر را با نماد 5p- نشان می‌دهند. اندازه حذف در افراد مبتلا متفاوت می‌باشد، مطالعات نشان می‌دهند که هرچه اندازه قطعه حذف شده بزرگ‌تر باشد مشکلات یادگیری و تأخیر در رشد شدیدتر است. جهش‌های پدری، نوآرایی خانوادگی، موزائیسم و کروموزوم حلقوی به ترتیب ۸۰، ۱۲، ۳ و ۲٫۵ درصد موارد را شامل می‌شوند.
نشانه‌های سندرم فریاد گربه مرتبط با از دست دادن چند ژن در بازوی کوتاه کروموزوم شماره ۵ است. محققان معتقد هستند که از دست دادن ژن CTNND2 علت اصلی اختلالات ذهنی در افراد دارای ناهنجاری می‌باشد. 

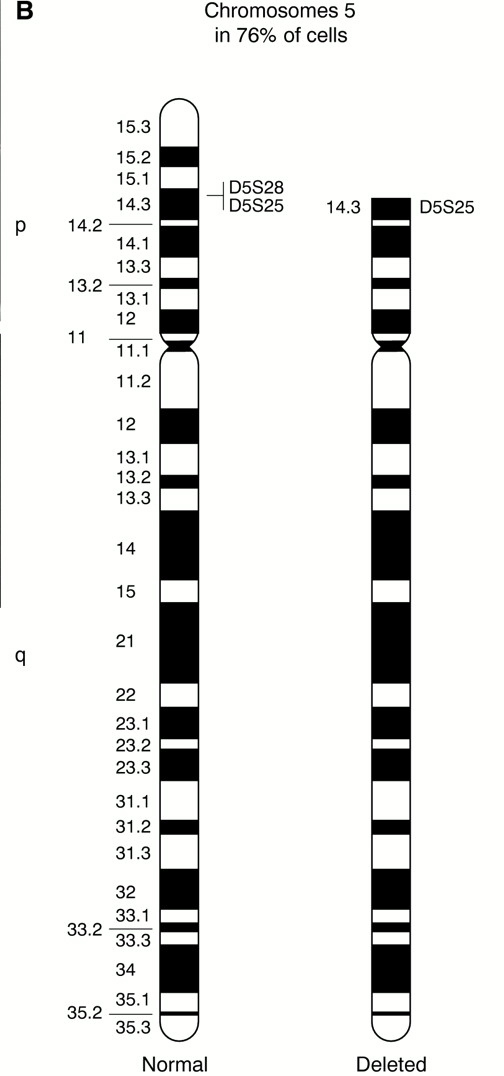
حالت طبیعی و دارای حذف